# ن. جي. كريسب
ن. جي. كريسب (بالإنجليزية: N. J. Crisp)‏ (11 ديسمبر 1923، ساوثهامبتون في المملكة المتحدة - 14 يونيو 2005، ساوثهامبتون في المملكة المتحدة)؛ مؤلِّف، كاتب مسرحي، كاتب سيناريو وروائي بريطاني.

## روابط خارجية
- ن. جي. كريسب على موقع IMDb (الإنجليزية)
- ن. جي. كريسب على موقع قاعدة بيانات الفيلم (الإنجليزية)